# Carlo Allard Zaalberg

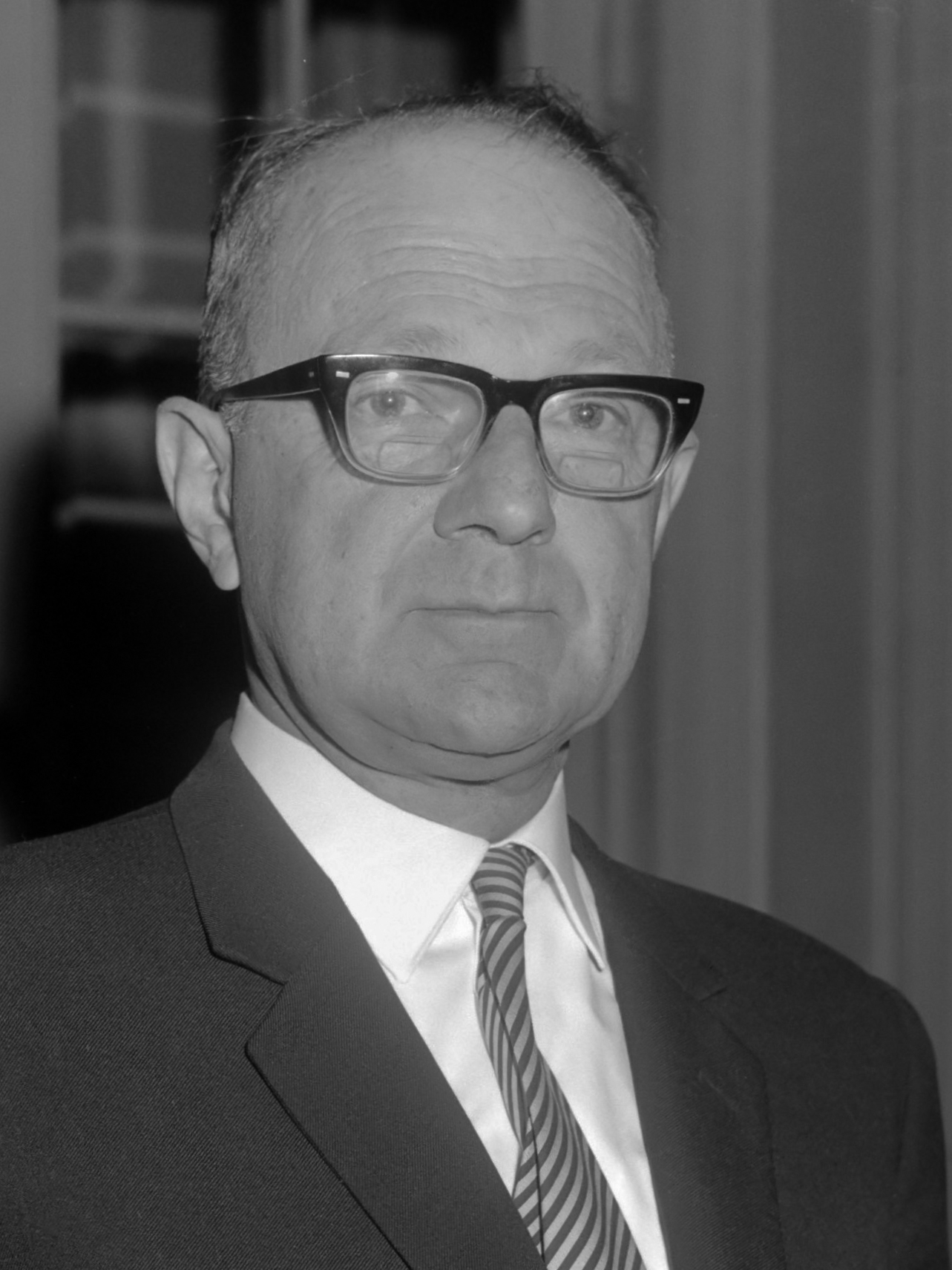
C.A. Zaalberg (1964)

Carlo Allard Zaalberg (Arnhem, 27 november 1909 - Oegstgeest, 3 april 2004) was een Nederlands neerlandicus, literatuurhistoricus en hoogleraar te Leiden.
Hij behaalde aan de Rijksuniversiteit Leiden twee doctoraal examens: in 1933 in Nederlandse taal- en letterkunde en in 1941 in geschiedenis. In 1954 promoveerde hij aan de Rijksuniversiteit Utrecht bij W.A.P. Smit tot doctor in de Letteren en Wijsbegeerte op een dissertatie over Das Buch Extasis van de renaissancedichter Jan van der Noot.
Na een carrière als docent in het voortgezet onderwijs werd hij in 1960 wetenschappelijk medewerker aan de Rijksuniversiteit Leiden. Als opvolger van P. Minderaa werd hij daar in 1964 hoogleraar met als leeropdracht de Nederlandse letterkunde van Middeleeuwen tot 1860. Het 'moderne' deel van deze leerstoel, die toen gesplitst werd, werd bezet door H.A. Gomperts. Daarnaast doceerde Zaalberg van 1955 tot 1971 aan de MO-lerarenopleiding van de School voor Taal- en Letterkunde in Den Haag. Hij ging in 1975 met emeritaat en werd opgevolgd door S.F. Witstein.
Zaalberg combineerde zijn letterkundige werkzaamheid met een grote taalkundige belangstelling. Hij publiceerde ook na zijn emeritaat in kranten en tijdschriften talloze korte stukjes over allerlei taalverschijnselen.

## Publicaties
- Das Buch Extasis van Jan van der Noot. Assen, 1954.
- Taaltrouw. Nieuwe en oude glottagogische overwegingen. Culemborg, 1975. ISBN 9011919556